# Calvari d'Artesa
El Calvari d'Artesa és un conjunt religiós abandonat i en ruïnes situat al nord del nucli urbà del poble, a la partida de l'Assegador, i que va ser construït a primeries del segle xix.

## Disposició
Està format per un camí en ziga-zaga que puja pel vessant sud d'un turó. El recorregut s'ha desdibuixat per la desaparició dels xiprers que el marcaven, així com per la destrucció d'alguns dels templets que albergaven les quinze estacions del Via Crucis.

## Història

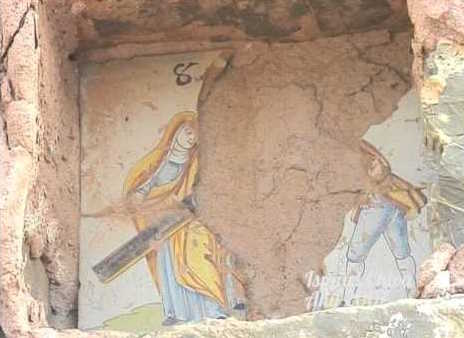
Fragment ceràmic de la VIII estació del Calvari d'Artesa

No existeix gaire documentació escrita sobre el Calvari d'Artesa i es desconeix el moment exacte en el qual va ser fundat. Tanmateix el fet d'haver sobreviscut part dels retaules ceràmics originals, fan que siga datat de finals del segle xviii o primeries del segle xix.
En qualsevol cas, per una fotografia de Carlos Sarthou de l'any 1893 sabem que, en aquella època, els artesols l'usaven per a estendre la roba amb fils enganxats entre les estacions. Això no vol dir que ja estiguera abandonat, doncs alguns veïns recorden una visita pastoral del bisbe de Tortosa poc de temps abans de la Guerra Civil espanyola durant la qual es va fer un Via Crucis pel Calvari.
Des de després del conflicte bèl·lic, va quedar definitivament abandonat i els seus terrenys van ser envaïts, d'una banda, per l'expansió urbanística del poble i, de l'altra, pel desenvolupament dels conreus de regadiu. Així doncs, a la dècada del 1980, una finca de tarongers ocupà la seua part superior, cosa que no ha permès estudiar si, com a culminació de les estacions, existí alguna ermita hui dia desapareguda.
El 2001 l'Ajuntament d'Onda formalitzà la seua propietat sobre els terrenys del Calvari artesol, però tot i les promeses dels diferents governs municipals no s'ha fet cap millora al lloc.